# Hirudinicultura

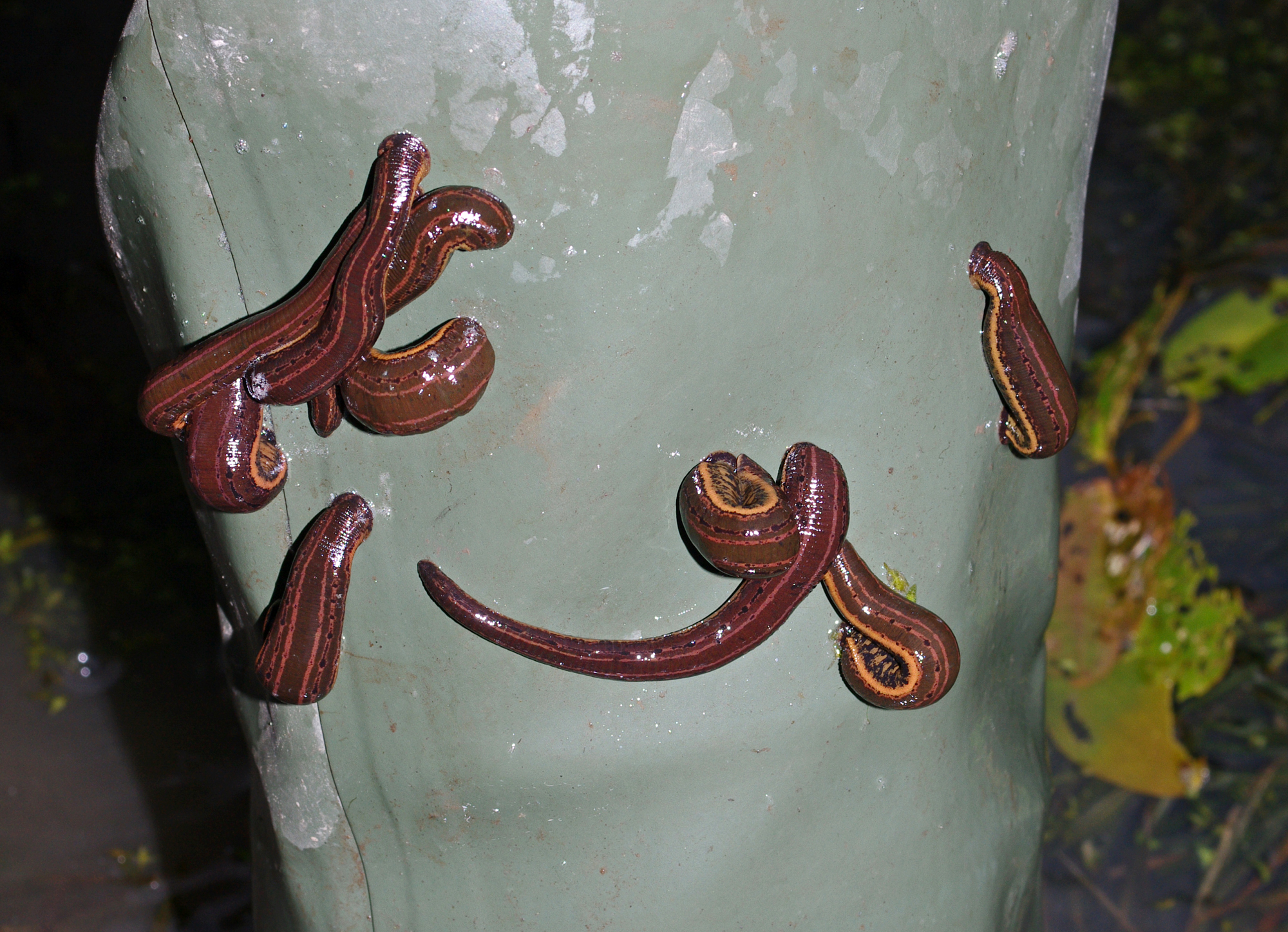
Sanguijuelas agarradas a una bota de agua

Se conoce como hirudinicultura a la actividad que tiene por objeto la cría y multiplicación de las sanguijuelas. 
Para llevarla a cabo se disponen estanques de tal modo que no queden secos nunca y se hallen preservados de las inundaciones. Además, tienen que estar divididos en: 
- Cuencas de alimentación que están conservadas en el mismo grado de inmersión en los cuales son alimentadas las sanguijuelas, en las cuales se reproducen y se les coje. La alimentación consiste en caballos cansados que se deshierran y que se pasean por las cuencas. Se tiene la precaución de alimentarlos y de retirarlos por la noche para que puedan recobrar la salud y cierto valor. Las sanguijuelas también pueden chupar a los animales muertos pero la putrefacción de estos pronto es nociva para aquellas.
- Cuencas de purificación. En ellas las sanguijuelas cogidas se someten al ayuno antes de su venta. La recolección se verifica marchando por dentro de los estanques y cogiendo a los animales que se fijan en las botas cubiertas de tela que llevan los encargados de recogerlas. Los lucios, las percas y las angulas son los únicos peces nocivos a las sanguijuelas. Las aves acuáticas, los cerdos, las culebras, las ratas de agua también deben ser ahuyentados de los estanques para procurar su buena crianza.